# Jo Shoji
Jo Shoji (sinh ngày 17 tháng 6 năm 1975) là một cầu thủ bóng đá người Nhật Bản.

## Đội tuyển bóng đá quốc gia Nhật Bản
Jo Shoji thi đấu cho đội tuyển bóng đá quốc gia Nhật Bản từ năm 1995 đến 2001.

## Thống kê sự nghiệp
| Đội tuyển bóng đá Nhật Bản | Đội tuyển bóng đá Nhật Bản | Đội tuyển bóng đá Nhật Bản |
| Năm                        | Trận                       | Bàn                        |
| -------------------------- | -------------------------- | -------------------------- |
| 1995                       | 1                          | 0                          |
| 1996                       | 3                          | 0                          |
| 1997                       | 13                         | 4                          |
| 1998                       | 10                         | 1                          |
| 1999                       | 5                          | 0                          |
| 2000                       | 2                          | 2                          |
| 2001                       | 1                          | 0                          |
| Tổng cộng                  | 35                         | 7                          |